# Páriza
Páriza (en euskera Paritza) es una localidad del municipio de Condado de Treviño. Es la denominación de un antiguo municipio, en el partido de Miranda de Ebro, código INE-095087. Hoy corresponde tanto a una localidad como a una Entidad Local Menor, Castilla y León, Burgos (España). Está situada en la comarca de Ebro y en la actualidad depende del Ayuntamiento de Condado de Treviño. 

## Datos generales
Su alcalde pedáneo es Ricardo López de Letona Santamaría.
En el censo de la matrícula catastral contaba con 13 hogares y 134 vecinos.
Entre el censo de 1857 y el anterior, este municipio desaparece porque se integra en el municipio 09109 Condado de Treviño.

## Situación
En el valle del río Ayuda aguas arriba, 12 km al este de la capital del municipio, Treviño, cerca de Albaina y de Urarte, este último en Álava.

## Demografía
Evolución de la población
| Gráfica de evolución demográfica de Pariza entre 2000 y 2022       |
|                                                                    |
| Población de derecho (2000-2022) según el padrón municipal del INE |

## Historia

### Antiguo Régimen
Antes de la creación de los ayuntamientos constitucionales era una villa de señorío, duque de Frías, considerada en la categoría de pueblos solos del partido de Miranda de Ebro.
Así se describe a en el tomo del Diccionario geográfico-estadístico-histórico de España y sus posesiones de Ultramar, obra impulsada por Pascual Madoz a mediados del siglo XIX:

Villa con ayuntamiento en la provincia, audiencia territorial  y capitanía general de Burgos (22 leguas), partido judicial de Miranda de Ebro (5), y diócesis de Calahorra (16). Situada en una pequeña altura, próxima al río Ayuda. Su clima es bastante benigno y sano; y los vientos que reinan con más frecuencia son el N y S. Tiene 23 casas inclusa la de ayuntamiento, cárcel, un mesón de propiedad particular; escuela de primera educación, concurrida por 16 niños y dotado con 20 fanegas de trigo; una fuente en los afueras de la población y varios manantiales en el término, siendo las aguas de una y otros potables y delgadas. Hay también una iglesia parroquial (San Juan), servida por un cura párroco, un beneficiado y un sacristán, cuyo curato es de provisión real y del diocesano, siendo exclusivamente de este dicho beneficio; un cementerio próximo al pueblo y bien ventilado; y por último una ermita (San Sebastián), extramuros y a la parte meridional. Confina el término N Ogueta; E Urarte (provincia de Álava); S Bajauri, y O Albaina. El terreno es de mediana calidad y poco productivo; le bañan el río Ayuda, y diferentes arroyos, habiendo además en el terreno que nos ocupa, diferentes canteras de piedra franca, guija y de losa, todas muy buenas, y un monte conocido con el nombre de Busturia, medianamente poblado de robles y algunas hayas; su suelo cría también buenos pastos, y las maderas se utilizan para la construcción; este monte lo disfrutan en comunidad los pueblos de Laño, Albaina y el que se describe. Caminos: el de travesía de Vitoria a Logroño, el cual se halla en mediano estado. Correos: la correspondencia se recibe de dicho Vitoria por valijero. Producciones: trigo, centeno, avena, maíz y patatas; ganado lanar, cabrío, vacuno y mular; caza de libres y perdices, y pesca de truchas exquisitas. Industria: la agrícola y un molino harinero. Población: 14 vecinos, 62 almas. Capital productivo: 45.400 reales. Imponible: 1.678. Contribución: 3.296 reales 3 maravedíes. El presupuesto municipal asciende a 3.274 reales que se cubren por reparto vecinal.
Diccionario geográfico-estadístico-histórico de España y sus posesiones de Ultramar